# Kalbites

L'émirat de Sicile vers l'an 1000.

Les Kalbites ou Kalbides constituèrent une dynastie arabe musulmane de l'Émirat de Sicile sur l'île italienne de Sicile entre 948 et 1044. Les émirs Kalbites de Sicile étaient vassaux des califes fatimides et issus de la tribu arabe des Banu Kalb.

## Contexte politique
Les Fatimides dirigent d'une manière forte l'État sicilien. Ils frappent l'île d'impôts sévères, de sorte qu'en 938 la population musulmane fait appel à l'empereur byzantin Romain Lécapène. Si l'anarchie est matée par un gouverneur à poigne, on est frappé de constater la fuite des musulmans chez les chrétiens rebelles et l'extrême violence des conflits. En 947, quand la principale famille de Palerme, les Tabari, est soupçonnée de révolte, elle est écrasée par un autre gouverneur énergique, qui fonda la dynastie des Kalbites.

## L'émirat kalbite de Sicile

### L'apogée du pouvoir kalbite

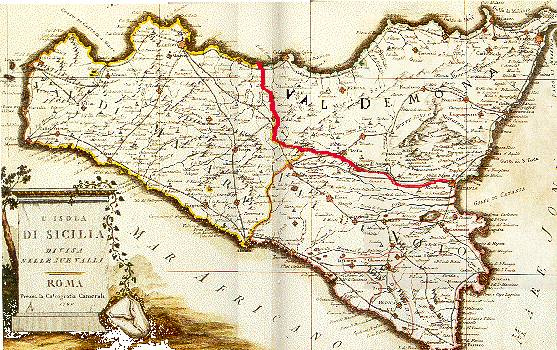
Les trois valli siciliens (948-1818).

En 947, le calife fatimide Ismâ‘îl al-Mansûr Billâh avait nommé Hasan ibn `Alî al-Kalbî gouverneur de Sicile. En 948, il lui fut concédé le titre d'émir (amīr). Celui-ci établit alors sur la Sicile sa propre dynastie, les Kalbites (originaires du Yémen), vassale des Fatimides.
La Sicile était partagée à cette époque en trois valli, c'est-à-dire des divisions administratives à la tête desquelles se trouvait un gouverneur nommé par l'émir (le mot valli est dérivé de l'arabe wâli, et non du latin vallis (vallée)). Le vallo de Mazara comprenait toute la partie occidentale de l'île, avec les provinces de Trapani, Agrigente et Palerme (ville de résidence de l'émir). Les limites orientales avec les deux autres valli était constituées par les fleuves Imera Septentrional (ou Supérieur), et Imera Méridional (ou Inférieur, ou encore le fleuve Salso), le long d'une ligne imaginaire formée par les villes de Termini, Polizzi Generosa et Alicata. Le vallo de Mazara faisait environ 11 000 km2 et était le plus grand des trois. Le vallo de Noto comprenait la partie sud-est de l'île, avec les cités de Noto et Syracuse. Le vallo Demone recouvrait la partie nord-est de l'île, autour de la province de Messine. Cette organisation de la Sicile en trois valli subsista bien après les Arabes, jusqu'en 1818.
Au commencement du gouvernement des Kalbites, la Sicile, surtout dans sa partie occidentale, connut une grande prospérité. Les Arabes avaient réalisé des réformes agraires, démantelé les grandes propriétés terriennes (les latifundia) et encouragé la création de petites fermes. Ils avaient également amélioré les systèmes d'irrigation et construit de nouveaux aqueducs. Ils avaient introduit sur l'île l'orange, le citron, la pistache et la canne à sucre. L'île était devenue autosuffisante d'un point de vue alimentaire et exportait même des denrées vers l'Afrique du nord. La Sicile était également une grande région productrice de textiles. Elle était un carrefour et entretenait des relations commerciales avec l'Orient, l'Afrique et les républiques maritimes de la péninsule italienne (Amalfi, Naples, Gaète, Venise).
Les Kalbites portent leur effort sur l'islamisation de la société sicilienne, notamment en 962 par une grande cérémonie, où quatorze mille enfants sont circoncis simultanément ; après une offensive byzantine, écrasée en 965 à la bataille du Détroit ou de Rametta, le calife fâtimide Mu'izz fait accomplir par l'émir kalbite, en 967, un grand incastellamento, mouvement qui représente une mutation profonde de l'habitat. Il décide en effet le regroupement forcé de tous les habitants dans un petit nombre de villes ou médina, une par district, chacune gardée par un château et munie d'une mosquée du vendredi, indispensable pour assurer la fidélité politique et l'endoctrinement religieux. Il s'agit de faire pénétrer l'islam, mais aussi de faire passer le message chiite sur lequel repose la dynastie.
Palerme, la capitale de l'émirat, comptait sous les Kalbites 350 000 habitants, ce qui en faisait une des villes les plus importantes d'Europe, la deuxième derrière Cordoue, la capitale du califat ibérique, qui en comptait 450 000. En 970, le marchand, voyageur et géographe originaire de Bagdad Ibn Hawqal visita Palerme qu'il décrivit comme la cité des 300 mosquées. La cour kalbite accueillit de nombreux savants, juristes, poètes et linguistes.
L'apogée de l'émirat kalbite fut atteint en 982, date à laquelle l'armée musulmane de Sicile vainquit l'armée impériale envoyée par l'empereur Othon II à la bataille de Stilo, près de Crotone en Calabre. Bien que l'émir Abû-l-Qasim `Alî ibn Hasan trouvât la mort dans cette bataille, un grand nombre d'impériaux furent tués, comme Landolphe IV, prince de Bénévent, Henri Ier d'Augsbourg, le margrave Gunther de Merseburg, l'abbé de Fulda et plusieurs princes d'empire. Othon II dut fuir à la nage et trouva refuge sur un navire grec.

### Le déclin du pouvoir kalbite

Les conquêtes de Georges Maniakès en Italie du Sud entre 1038 et 1040.
Empire byzantin
Conquête de Georges Maniakès
Duché de Bénévent
Duché d'Amalfi
Principauté de Capoue
Émirat de Sicile

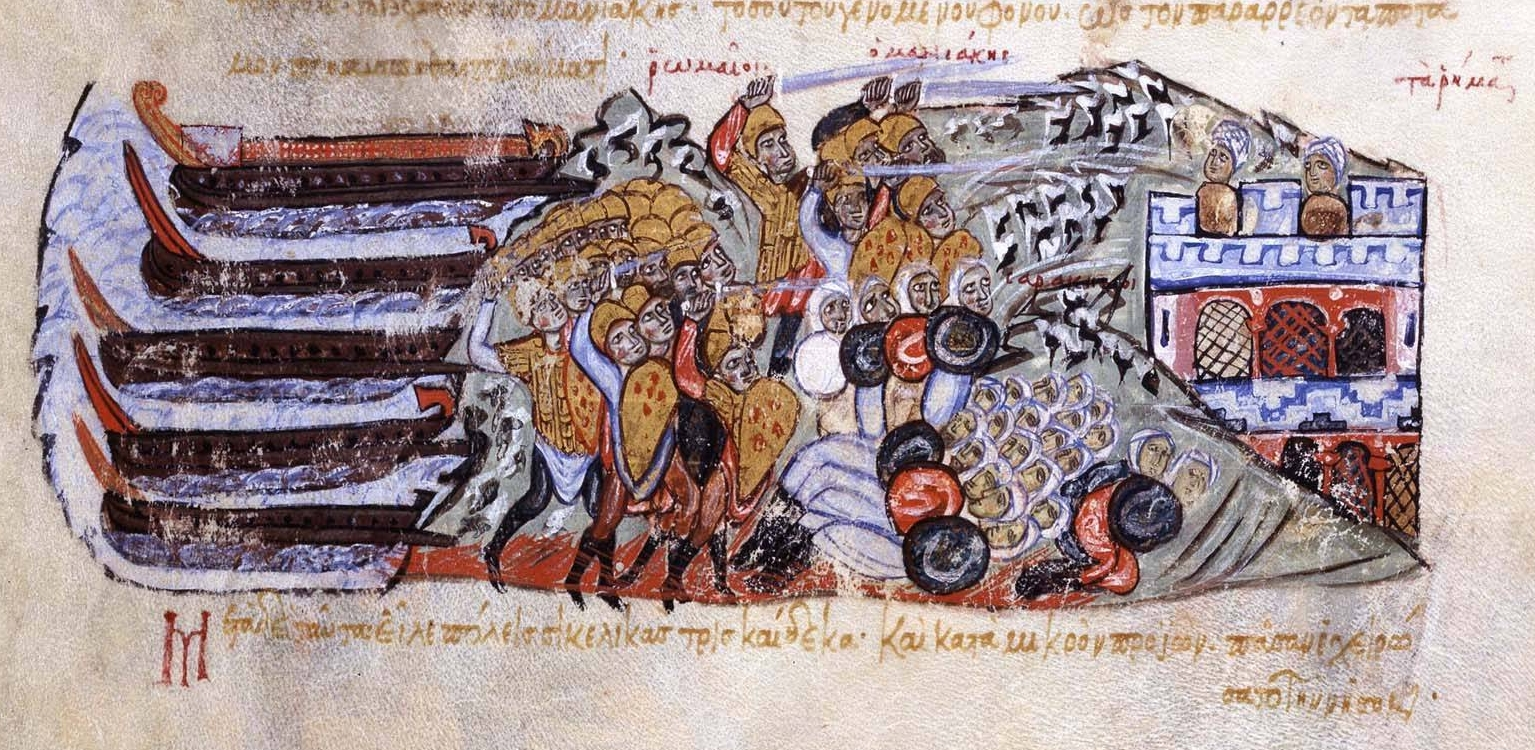
Les Byzantins à l'assaut de la Sicile musulmane en 1038.

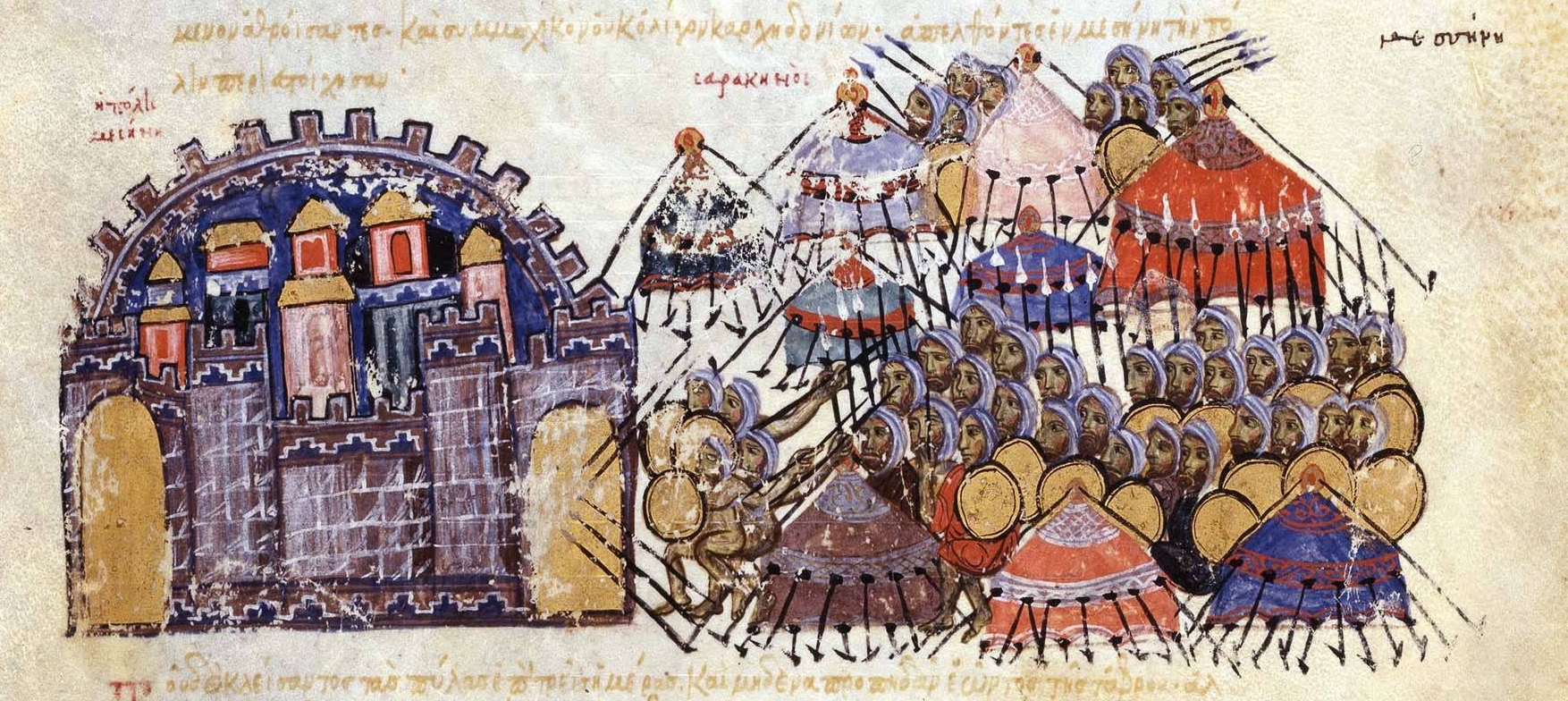
Le siège de Messine par les Arabes en 1040.

Cependant, cette bataille de Stilo marqua le déclin des Kalbites. En effet, si l'éloignement des califes fatimides, qui avaient transporté leur capitale de Madhia au Caire en 973, ville fondée après la conquête de l'Égypte en 969, favorisa une plus grande indépendance, elle isola également la dynastie sicilienne, qui tirait précisément la légitimité de son pouvoir des Fatimides. Des soulèvements de partisans des Byzantins ou des Zirides d'Afrique du nord ne tardèrent pas à éclater.
L'autorité de l'émir Dja `far II ibn Yûsuf fut contestée en 1015 par son frère Ali, qui réunit une armée de Berbères et d'esclaves Noirs et tenta de le renverser. Cette tentative échoua et Ali fut pris et exécuté. En 1019, Palerme se révolta contre les Kalbites. L'ancien émir Yûsuf, qui avait abandonné en 998 le pouvoir après une attaque qui l'avait rendu incapable pour le donner à son fils Dja `far, démit celui-ci pour confier le gouvernement à son autre fils Ahmad, jugé plus capable de mater le soulèvement. Une quinzaine d'années plus tard, en 1035, une révolte menée par un ziride, `Abd Allâh Abû Hafs, éclata contre ce dernier. Ahmad fut vaincu et tué en 1037.
L'année suivante en 1038, une armée byzantine, composée de Grecs et de 300 mercenaires normands, commandée par le général Georges Maniakès, qui entendait profiter de ces troubles, tenta de reprendre la Sicile aux Musulmans. Elle prit un certain nombre de villes sur la côte orientale et Syracuse tomba en 1040. Cette même année 1040, Katakalôn Kékauménos défendit avec succès la ville de Messine, assiégée par les Arabes. Cependant, les Byzantins durent se retirer en 1042.
Cet épisode précipita la chute des Kalbites. Le dernier représentant de la dynastie, Hasan II as-Samsâm ibn Yûsuf, qui avait repris le pouvoir en 1040, dut malgré la reconquête de la côte orientale de l'île en 1042, quitter la Sicile en 1044, contesté de toutes parts par les princes locaux, les caïds (qā'id), qui régnaient en maîtres sur leurs territoires. Il mourut en exil en 1053.

## La succession à la période Kalbites
L'émirat de Sicile devint une région sans émir, c'est le début de la période des caïdats.
Après le départ en 1044 du dernier émir de la dynastie des Kalbites, la Sicile fut divisée en quatre caïdats. Aucun des caïds n'usurpa le titre d'émir, mais de fait chacun d'entre eux exerça sur son territoire une souveraineté absolue. Les quatre caïdats étaient les suivants :
- Caïdat de Trapani, Marsala, Mazara et Sciacca, qui appartenait à Abd Allâh ibn Mankûd (1044 - 1065).
- Caïdat de Girgenti, Castrogiovanni et Castronuovo, qui appartenait à Ali ibn Ni’ma ibn al-Hawwâs (1044 - 1065).
- Caïdat de Palerme et de Catane, qui appartenait à Ibn al-Maklatî (1044 - 1061).
- Caïdat de Syracuse, qui appartenait à Muhammad ibn Ibrâhim ath-Thumna (1044 - 1062).